# 12439 Okasaki
12439 Okasaki (1996 CA3) là một tiểu hành tinh vành đai chính được phát hiện ngày 15 tháng 2 năm 1996 bởi T. Okuni ở Nanyo.